# Peregrine Mission One

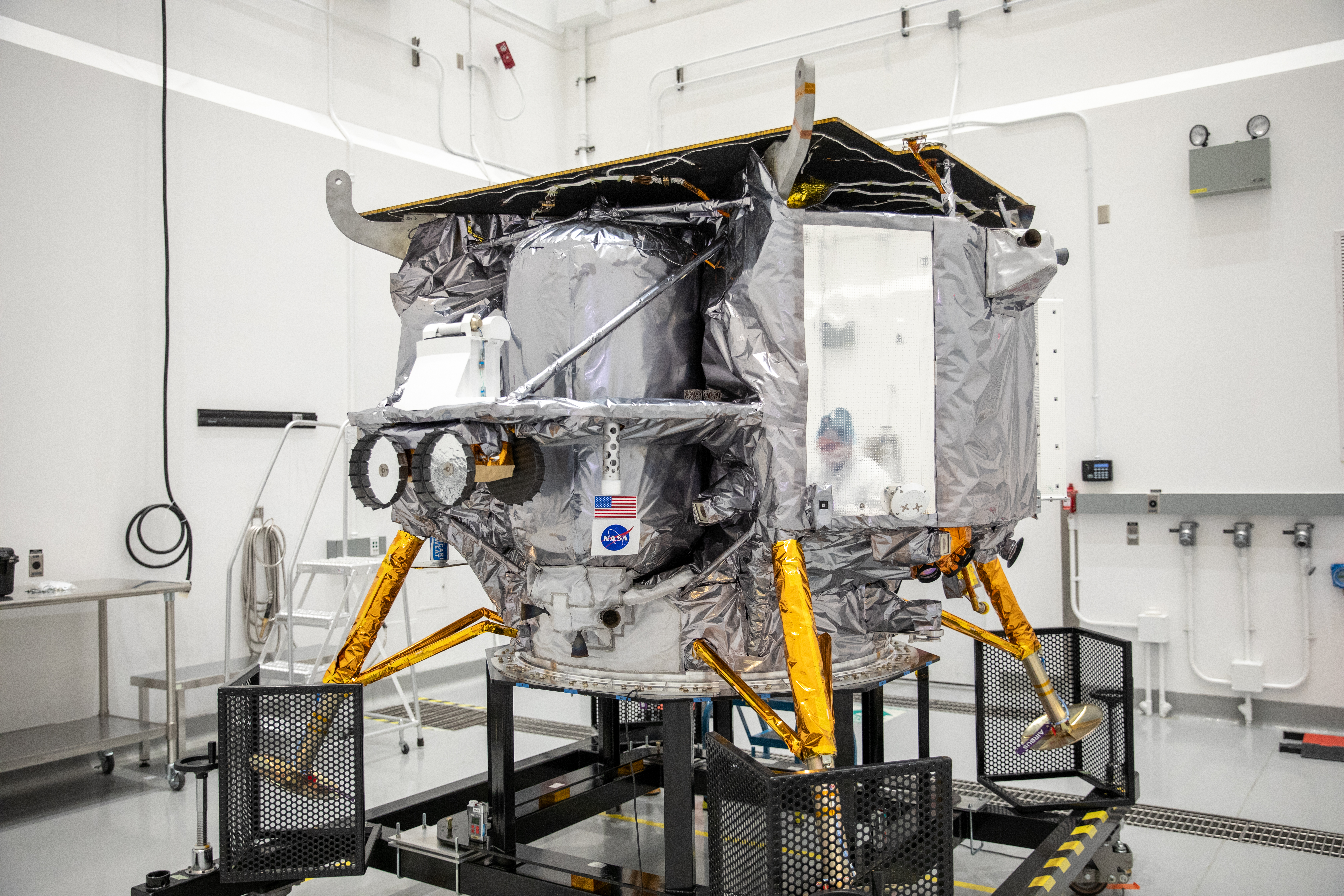
Peregrine antes do lançamento

Peregrine Mission One, ou Peregrine Lunar Lander voo 01, é um módulo de pouso lunar construído pela Astrobotic Technology, selecionado como parte dos Commercial Lunar Payload Services (CLPS) da NASA. Foi lançado em 8 de janeiro de 2024 às 2h18 EST pela United Launch Alliance (ULA) a bordo de um Vulcan Centaur. Este foi o primeiro lançamento de uma carga útil usando o Vulcan Centaur. O módulo de pouso transporta múltiplas cargas úteis, com uma capacidade total de massa de carga útil de 90 kg. Será o primeiro módulo lunar construído nos EUA desde o Módulo Lunar tripulado do programa Apollo.

## História
Em julho de 2017, a Astrobotic anunciou que um acordo foi alcançado com a United Launch Alliance (ULA) para lançar seu módulo de pouso Peregrine a bordo de um veículo de lançamento Vulcan Centaur . Esta primeira missão lunar, chamada Mission One, foi inicialmente planejada para ser lançada em julho de 2021.
Peregrine carrega uma massa máxima de carga útil de 90 kg (200 lb) durante a Missão Um, e está planejado pousar em Gruithuisen Gamma. A massa de carga útil para a segunda missão planejada (Missão Dois) é limitada a 175 kg (386 lb), e a Missão Três e missões posteriores transportariam a capacidade total de carga útil de 265 kg (584 lb). A carga inclui restos humanos em nome da Elysium Space e Celestis; a decisão de incluir restos humanos foi criticada pela Nação Navajo, cujo presidente, Buu Nygren, afirmou que a lua é a "herança" dos Navajo e de outras nações indígenas americanas. O astronauta Philip K. Chapman, Gene Roddenberry e vários membros do elenco de Star Trek estavam entre aqueles cujos restos mortais foram incluídos. 

## Missão

### Lançamento e trajetória

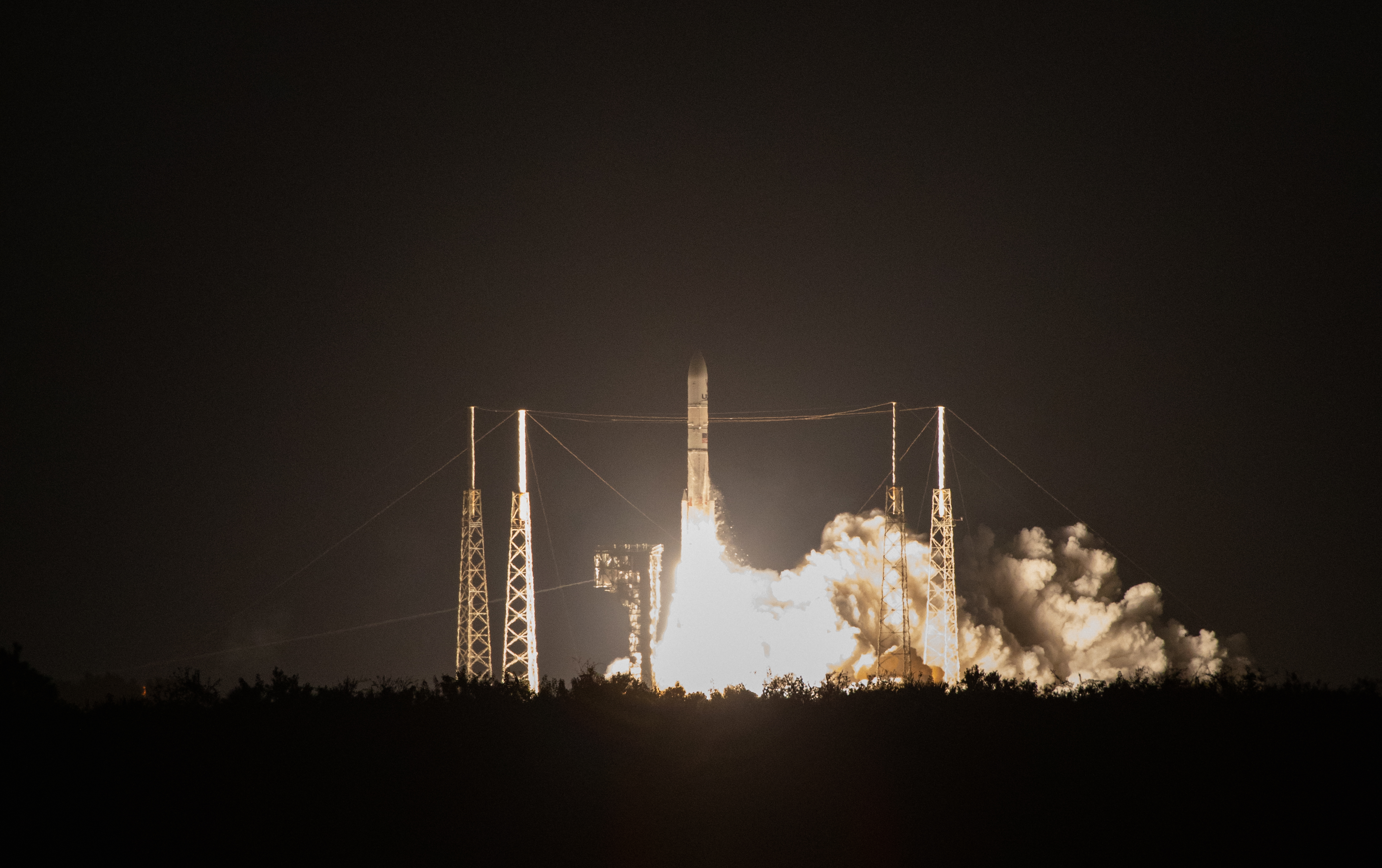
Lançamento do módulo lunar Peregrine no primeiro vôo do Vulcan Centaur

O Peregrine foi lançado em 8 de janeiro de 2024, às 2h18 EST, no vôo inaugural do foguete Vulcan Centaur da United Launch Alliance, do Complexo de Lançamento Espacial 41 do Cabo Canaveral .  O foguete foi lançado na configuração VC2S, com dois propulsores de foguete sólidos e uma carenagem de comprimento padrão. Os propulsores de foguete sólidos separaram-se do veículo em T+1 minuto e 50 segundos. O primeiro estágio continuou acionando seus motores BE-4 até T+4:59 e se separou alguns segundos depois. O estágio superior do Centaur iniciou sua primeira queima em T+5:15, que levou mais de 10 minutos para ser concluído e colocar o veículo em uma órbita baixa da Terra . Após uma fase costeira, o Centauro disparou pela segunda vez em T+43:35 para iniciar a queima de injeção translunar, que durou cerca de 3 minutos. O módulo de pouso Peregrine separou-se com sucesso do foguete em T+50:26.
Após o lançamento, o Peregrine iniciou uma trajetória de 46 dias em direção à Lua, durante os quais realizará queimadas para entrar em órbita ao redor da Lua e se aproximar lentamente da superfície lunar. O pouso está planejado para 23 de fevereiro de 2024.

## Perda de potência
Aproximadamente sete horas após o lançamento, a Astrobotic relatou uma anomalia que "impediu [o módulo de pouso] de alcançar uma orientação estável para o sol". e explicou ainda que um problema de propulsão foi a causa provável da anomalia. A empresa tentou solucionar o problema realizando uma manobra não planejada da espaçonave para orientar os painéis solares.
 

Após um esperado apagão de comunicações a Astrobotic confirmou que a espaçonave estava orientada para um estado de energia positiva e apontando para o Sol. No entanto o problema de propulsão foi identificado como um vazamento gradual de propelente que exigia o esgotamento constante de combustível. Em um comunicado emitido às 21h16 EST de 09.01.2024 a Astrobotic afirmou que os propulsores estavam operando "muito além de seus ciclos de vida útil esperados" e que a "nave espacial poderia continuar em um estado estável de orientação solar por aproximadamente mais 40 horas" antes que o esgotamento do propelente ocorresse, fazendo com que a espaçonave perca o controle de atitude e, subsequentemente, a potência. Acredita-se que uma válvula não fechou totalmente, o que levou à ruptura do tanque do oxidante.